# 라프세키

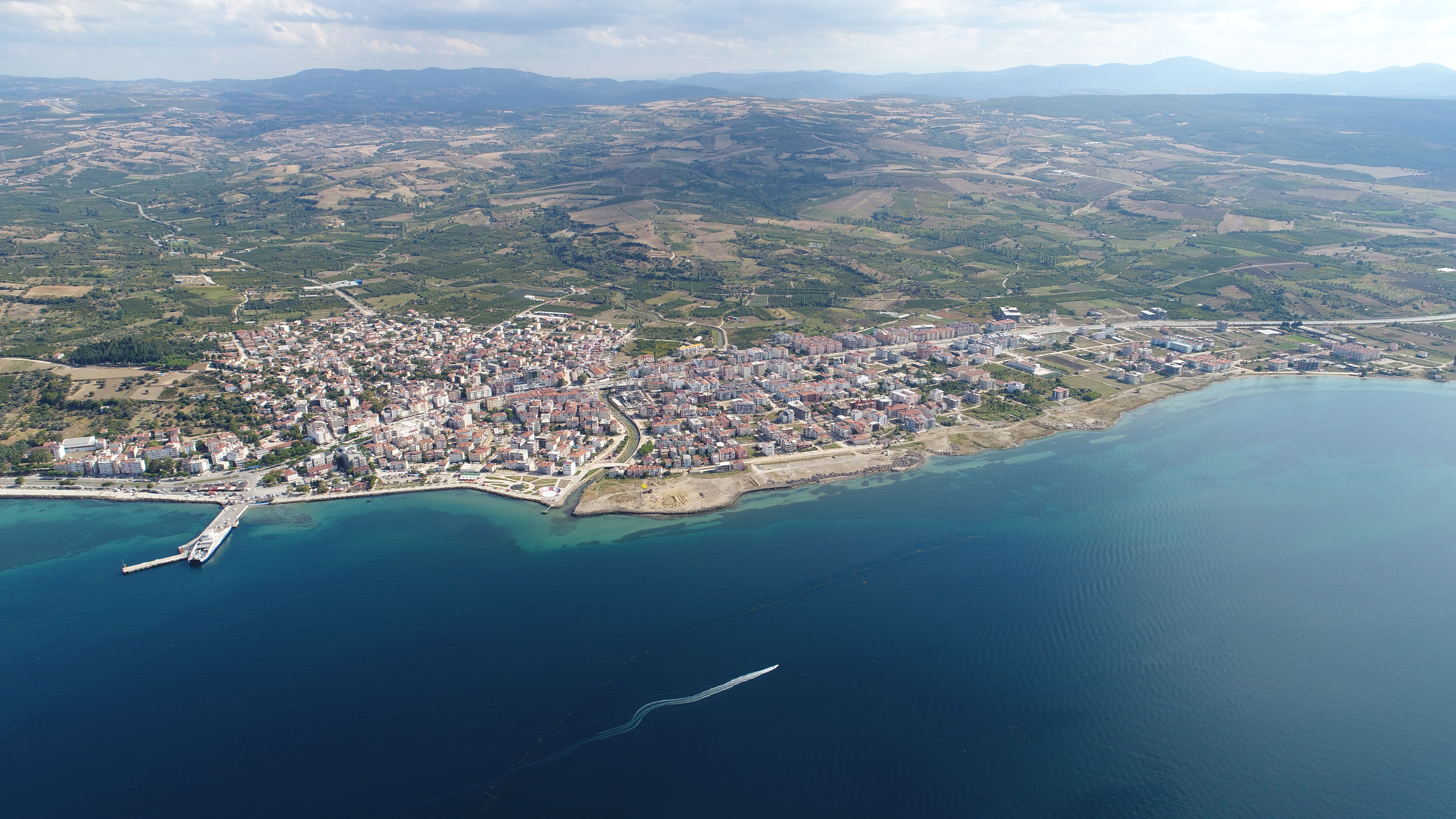
라프세키

라프세키(튀르키예어: Lapseki)는 튀르키예 차나칼레주에 위치한 도시이다. 2012년 기준으로 10,863명이다.
라프세키 지역은 체리로 유명하며 이 마을에서는 매년 체리 축제가 열린다.